# Се (город, Нигер)
Се (фр. Say) — город на юго-западе Нигера, расположенный на реке Нигер. Является столицей департамента Се в регионе Тиллабери. Се был небольшим поселением в области Сонгаи до прибытия марабута фульбе Альфа Мохамеда Диобо в 19 веке, который превратил город в центр исламского просвещения и основал эмират Се.
В муниципалитете проживает 70 234 человека, в основном, представители народов фульбе, сонгаи и джерма. В экономике преобладают сельское хозяйство, скотоводство и мелкая торговля.

## Обзор

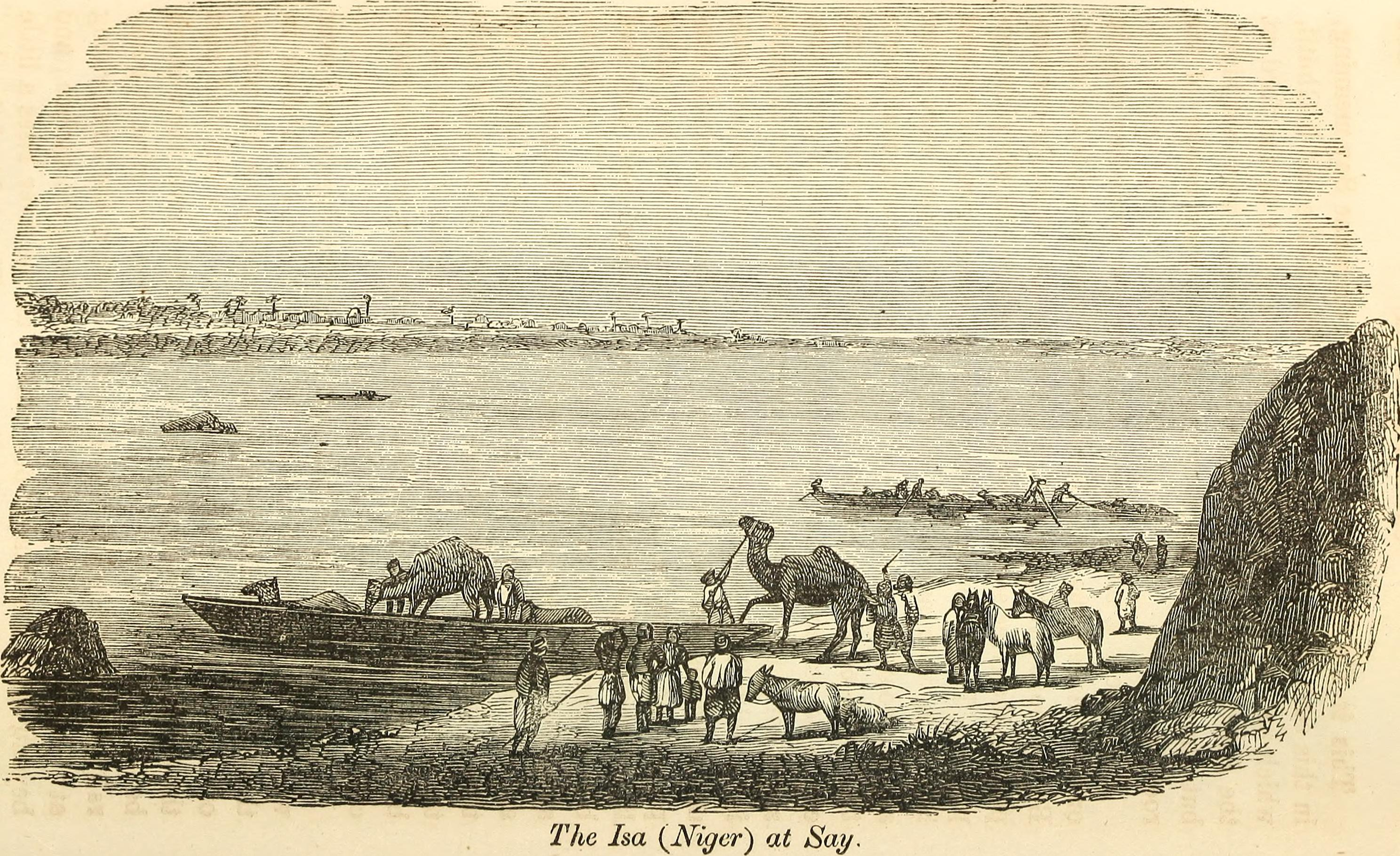
Река Нигер в Се в 1850-х годах.

В городе находится Исламский университет Нигера (фр. Université Islamique de Say), имеющий международное значение. Решение о создании института было принято после заседания Организации исламского сотрудничества в 1974 году. Университет открылся в 1986 году. В 1996 году количество студентов составляло 400 человек. Стоимость обучения была намного меньше чем в Университете Ниамея. В Се также есть Колледж среднего образования (фр. Collège d'enseignement secondaire) с девятью преподавателями и 675 учениками.

## История
Се был частью Империи Сонгаи, расцвет которой пришёлся на Средневековье. Именно здесь в конце шестнадцатого века нашли убежище некоторые из чёрных всадников, разгромленных Альморавидскими воинами.
В 19 веке Се стал эмиратом под руководством марабута Альфа Мохамеда Диобо . Город был оккупирован Францией 9 мая 1897 года и управлялся из Дагомеи до 1907 года. В 1928 году Се стал частью круга Ниамея. Расположен в 57 км от Ниамея, недалеко от национального парка Дубль-Ве.
В городской коммуне Се в 2018 году проживало порядка 70 000 человек.
Се мало похож на древний центр исламского просвещения, однако в знак признания его прежней роли в 1957 году здесь было основано первое медресе Нигера, а в 1974 году Организация исламского сотрудничества определила Се местом строительства исламского университета в Западной Африке. Исламский университет Се открыл свои двери в октябре 1986 года, его ректором был доктор Абдаллах Бен Абдель Мохсен Ат-Турки. Се связан со столицей, Ниамеем, всепогодной дорогой и имеет красочный пятничный рынок, на который стекается множество туристов.

## Добыча полезных ископаемых
Се является местонахождением некоторых потенциальных железных рудников с запасами около 650 млн т.

## Транспорт
Предлагается продление железной дороги из Бенина в Ниамей, которая будет обслуживать железные рудники Се.

## Галерея

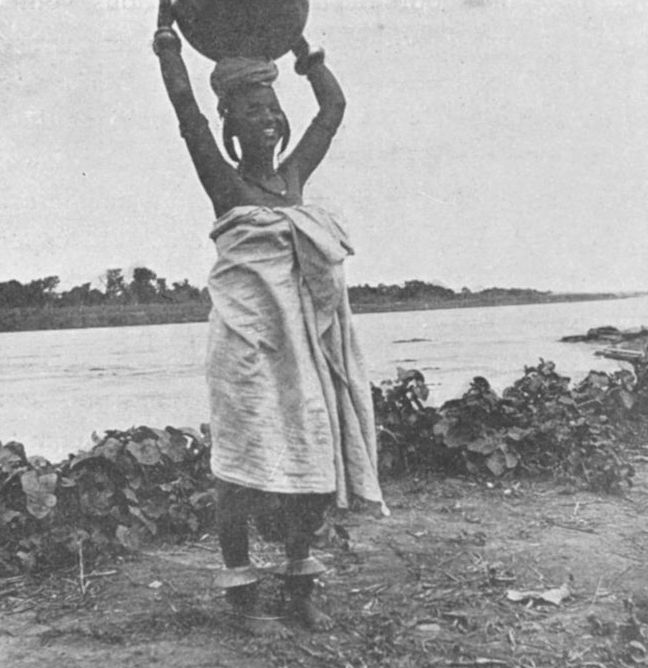
Женщина из Се, 1898 г.
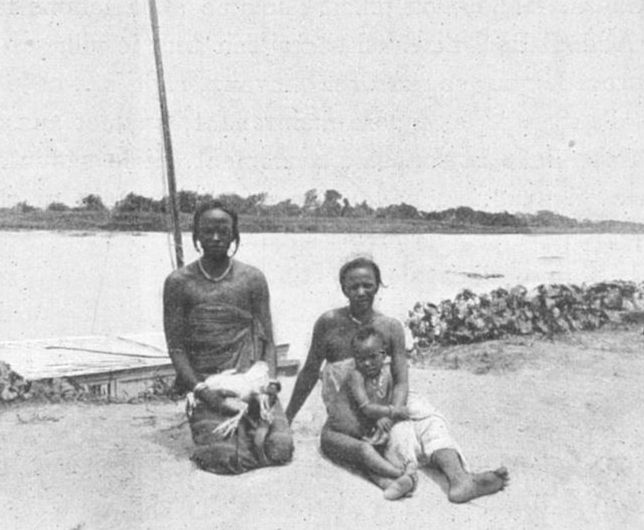
Люди Се, 1898 г.
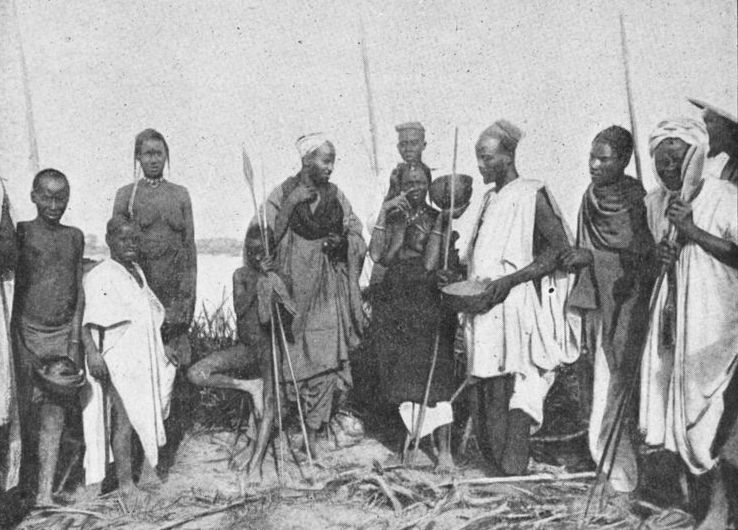
Люди Се, 1898 г.
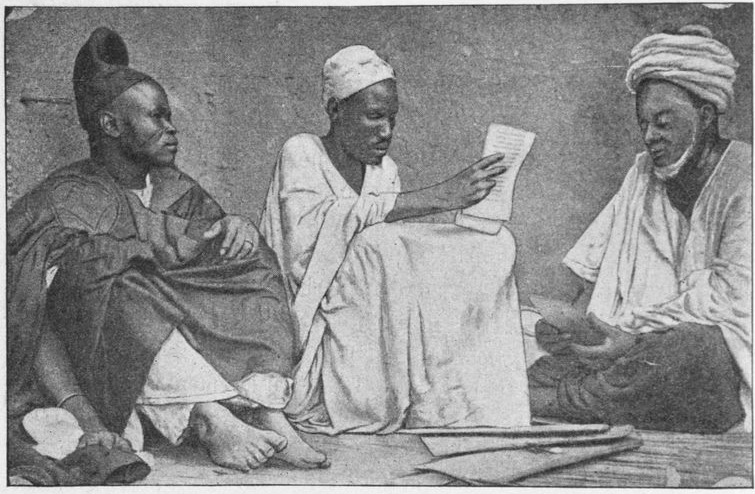
Марабуты из Се, 1912 г.